# Petre Bakevski
Petre Bakevski (kyrillisch Петре Бакевски; * 5. Januar 1947 in Kavadarci; † 25. August 2011 in Skopje) war ein mazedonischer Dichter, Journalist, Erzähler, Publizist und Theaterkritiker.

## Leben
Bakevski arbeitete hauptsächlich als Journalist, Theaterkritiker und Redakteur. Als Redakteur war er beim Kulturteil der Tageszeitung Večer beschäftigt, daneben war er auch Herausgeber und Vorsitzender beim Buchverlag Detska radost, die zu der Zeitung Nova Makedonija gehört. 1974 wurde Bakevski Mitglied des Mazedonischen Schriftstellerverbandes. Er verstarb am 25. August 2011 nach einer langen Krankheit in Skopje im Alter von 64 Jahren.

## Werke
- Пат до летото (Pat do letoto, deutsch etwa: Der Weg zum Sommer), 1972
- Земјољубец (Zemjoljubec, deutsch etwa: Landliebhaber), 1975
- Крикот на паунот (Krikot na paunot, deutsch etwa: Der Pfauenschrei), 1982
- Премиери (Premieri, deutsch etwa: Premieren), 1983
- Раскината карта (Raskinata karta, deutsch etwa: Die zerreißende Karte), 1984
- Лицето на времето (Liceto na vremeto, deutsch etwa: Antlitz der Zeit), 1985
- Лица и маски (Lica i maski, deutsch etwa: Personen und Masken), 1988
- Замаглен поглед од несоници (Zamaglen pogled od nesonici, deutsch etwa: Vernebelte Ansicht von Schlafstörung), 1990
- Сенката на сонот (Senkata na sonot, deutsch etwa: Der Traumschatten), 1990
- Те е Ма са (Te e Ma sa), 1991
- Живо ѕвезди (Živi dzvezdi, deutsch etwa: Die lebenden Sterne), 1991
- Низ златниот прстен на сонцето (Niz zlatniot prsten na sonceto, deutsch etwa: Durch den goldenen Sonnenring), 1994
- Во сенката на мечот (Vo senkata na mečot, deutsch etwa: Im Schatten des Schwerts), 1994
- Покосница (Pokosnica, deutsch etwa: Das Vermähen), 1995
- Сто сонети (Sto soneti, deutsch etwa: Hundert Sonette), 1997
- Вавилон (Vavilon, deutsch etwa: Babylon), 1997
- Елегии (Elegii, deutsch etwa: Elegien), 1998
- Балади (Baladi, deutsch etwa: Balladen), 1999
- Гламни (Glamni, deutsch etwa: Holzernten), 2000